# Ош (округ)
Округ Ош (фр. Arrondissement d'Auch) — округ у Франції, в департаменті Жер. 2023 року округ об'єднував 134 муніципалітети, населення становило 83 350 осіб.
Адміністративний центр (супрефектура) — Ош.

## Муніципалітети
Список муніципалітетів округу та їхні коди INSEE:
1. Андуф'єль (32121)
2. Ансан (32002)
3. Антрас (32003)
4. Базьян (32033)
5. Бедешан (32040)
6. Безерій (32051)
7. Безоль (32052)
8. Бельмон (32043)
9. Беткав-Аген (32048)
10. Біран (32054)
11. Бланкфор (32056)
12. Бонас (32059)
13. Бопюї (32038)
14. Булор (32061)
15. Вік-Фезансак (32462)
16. Вільфранш (32465)
17. Газакс-е-Баккарисс (32144)
18. Гарраве (32138)
19. Гожак (32140)
20. Гожан (32141)
21. Дюран (32117)
22. Егетент (32024)
23. Ескорнбеф (32123)
24. Еспаон (32124)
25. Жеген (32162)
26. Жимон (32147)
27. Жискаро (32148)
28. Жуїй (32165)
29. Жустьян (32166)
30. Кадеян (32069)
31. Казо-д'Англе (32097)
32. Казо-Саве (32098)
33. Кальян (32072)
34. Кастельно-Барбаран (32076)
35. Кастен (32091)
36. Кастера-Вердюзан (32083)
37. Кастійон-Деба (32088)
38. Кастійон-Массас (32089)
39. Кастійон-Саве (32090)
40. Каяве (32071)
41. Клермон-Саве (32105)
42. Краст (32112)
43. Лаас (32182)
44. Лабастід-Саве (32171)
45. Лавардан (32204)
46. Лаїтт (32183)
47. Лартіг (32198)
48. Лебулен (32207)
49. Лемон (32206)
50. Л'Іль-Арне (32157)
51. Л'Іль-Журден (32160)
52. Ломбез (32213)
53. Люпіак (32219)
54. Люссан (32221)
55. Льяс (32210)
56. Марамбат (32231)
57. Марестен (32234)
58. Марсан (32237)
59. Меран (32251)
60. Міранн (32257)
61. Мірпуа (32258)
62. Монблан (32261)
63. Монгозі (32270)
64. Монпезат (32289)
65. Монтаде (32276)
66. Монтамат (32277)
67. Монтегю (32282)
68. Монтегю-Саве (32284)
69. Монтірон (32288)
70. Монто-ле-Крено (32279)
71. Монферран-Саве (32268)
72. Моран (32247)
73. Муред (32294)
74. Нізас (32295)
75. Нуалан (32297)
76. Нугаруле (32298)
77. Об'є (32012)
78. Оньякс (32014)
79. Ораде (32016)
80. Ордан-Ларрок (32301)
81. Оримон (32018)
82. Отерив (32019)
83. Ош (32013)
84. Паві (32307)
85. Пебе (32308)
86. Пейрюсс-Гранд (32315)
87. Пейрюсс-Массас (32316)
88. Пейрюсс-В'єй (32317)
89. Пельфіг (32309)
90. Пессан (32312)
91. Поластрон (32321)
92. Помпіак (32322)
93. Пренерон (32332)
94. Преньян (32331)
95. Пюжодран (32334)
96. Пюїкаск'є (32335)
97. Пюїлозік (32336)
98. Разанг (32339)
99. Ригепе (32343)
100. Розе (32352)
101. Рок (32351)
102. Рокбрюн (32346)
103. Роклор (32348)
104. Рокфор (32347)
105. Сабаян (32353)
106. Савіньяк-Мона (32421)
107. Саматан (32410)
108. Сарамон (32412)
109. Сегуф'єль (32425)
110. Сейсс-Саве (32432)
111. Семезі-Кашан (32428)
112. Сен-Жан-Путж (32382)
113. Сен-Капре (32467)
114. Сен-Ларі (32384)
115. Сен-Лізьє-дю-Планте (32386)
116. Сен-Луб (32387)
117. Сен-Мартен-Жимуа (32392)
118. Сен-П'єрр-д'Обезі (32403)
119. Сен-Поль-де-Баїз (32402)
120. Сен-Сові (32406)
121. Сен-Сулан (32407)
122. Сент-Андре (32356)
123. Сент-Арай (32360)
124. Сент-Елікс (32374)
125. Сент-Кристі (32368)
126. Сент-Марі (32388)
127. Сіморр (32433)
128. Советерр (32418)
129. Совімон (32420)
130. Тіран-Понтежак (32447)
131. Турнан (32451)
132. Турренке (32453)
133. Тюдель (32456)
134. Фрегувіль (32134)